# Racemobambos raynalii
Racemobambos raynalii är en gräsart som beskrevs av Richard Eric Holttum. Racemobambos raynalii ingår i släktet Racemobambos och familjen gräs. Inga underarter finns listade i Catalogue of Life.